# Irja Aav
Irja Aav (ur. 12 maja 1944 w Tallinnie, zm. 6 sierpnia 1995 tamże) – estońska i  radziecka aktorka teatralna i reżyser.
Od 1965 była aktorką Estońskiego Teatru Dramatycznego w Tallinnie.
Jej mężem był estoński aktor Tõnu Aav (w latach 1965 do 1974), z którym miała dwóch synów.